# Nordiska trafiksäkerhetsrådet
Nordiska trafiksäkerhetsrådet är en internationell organisation för ökad trafiksäkerhet i Nordens länder, bildad 1971. Nordiska trafiksäkerhetsrådet är en paraplyorganisation. På engelska heter organisationen Nordic Road Safety Council (NRSC).

## Medlemmar
- Liikenneturva/Trafikskyddet, Finland
- Nationalföreningen för trafiksäkerhetens främjande (NTF), Sverige
- Ráðið fyri Ferðslutrygd, Färöarna, Danmark
- Rådet for Større Færdselssikkerhed (Rfsf), Danmark
- Trygg Trafikk, Norge
- Umferdarstofa, Island

### Fotnoter
1. ↑  ”Guidance Committee for Road Safety in the Nordic Countries” (på engelska). Union of International Associations. Arkiverad från originalet den 30 september 2017. https://web.archive.org/web/20170930132218/http://www.uia.org/s/or/en/1100060331. Läst 30 september 2017.